# Can Cardona (Avià)
Can Cardona és una masia situada al municipi d'Avià a la comarca catalana del Berguedà, inclosa en l'Inventari del Patrimoni Arquitectònic de Catalunya.

## Descripció
Masia orientada a migdia de tres crugies, estructurada en planta baixa i tres pisos superiors coberta a dues aigües amb teula àrab. El parament és a base de carreus de pedra units amb morter. Les obertures són grans i allindanades, amb balcons correguts a cada pis. En trobem una altra d'arc de mig punt a manera de remat de l'edifici.
Actualment la porta d'entrada és al primer pis, a la part de llevant. De fet, aquesta construcció ha patit moltes modificacions entre finals del segle xix i principis del segle xx. La part més antiga és la del darrere i a mesura que s'avança en el temps, cada cop es fa servir més morter.

## Història
L'actual propietari, el senyor Vilardaga, conserva contractes d'arrendament de la casa des d'un 1680. La masia del costat, la Tavella i el Regatell, són també propietat de Can Cardona. A finals del segle passat es construïren les sortides que li donen una configuració característica.